# 大塚有理子
大塚 有理子（おおつか ゆりこ、1975年（昭和50年）4月9日 - ）は、北海道札幌市出身の日本の女子プロゴルファー。北星学園女子高校、専修大学卒業。（社）日本女子プロゴルフ協会70期生。かんらん舎所属。マネージメントは吉本興業スポーツ部。

## 略歴
高校1年（1991年）の時、弟の練習場に同行したのがゴルフを始めたきっかけ。父の指導で急成長。1992年 北海道高校選手権 優勝。1993年 北海道高等学校選手権 優勝、北海道ジュニア 準優勝、北海道女子アマ 準優勝。
専修大・ゴルフ部に入部し、主将を務める。1995年 関東学生 3位。1996年 日本女子アママッチプレー選手権ベスト4、 関東アマ 準優勝、北海道女子選手権 優勝。1997年 関東女子学生選手権 3位入賞、日米対抗戦（個人） 準優勝、日米対抗戦（団体）優勝。在学中にプロ入りを決意し、東京ゴルフ倶楽部で初の女性研修生として入社。
1998年 JLPGAプロテスト一発合格。伊藤園レディス36位タイ。ツアー2年目の2000年 那須小川レディス 3位タイ、 リゾートトラストレディスでは単独2位という成績で初シードを取得。2004年伊藤園レディスで、服部道子とのプレーオフを制して初優勝。2007年1月、右膝の手術をする。

## 人物
身長160cm、体重53kg、血液型 A型。趣味：アクセサリー・時計集め。特技：水泳、バレエ、スキー（1級）。
契約用品：クラブ ブリヂストン、ボール ブリヂストン、ウェア クレージュ（09年より変更）、シューズ クレージュ（09年より変更）
名古屋方面へ移動した際、友人と1時間程食事をした時、集中豪雨があり、気づいた時には駐車場に停めておいた車が腰の高さくらいまで水に浸かっていた。車中に置いてあったウェアやクラブばかりか、プロになって初めて購入したベンツも廃車になってしまい、被害総額は1,000万円近くになった。（ジャンクSPORTS、本人談）

## 主な試合成績
- 2000年
  - リゾートトラストレディス 2位
  - 那須小川レディスプロゴルフトーナメント 3位タイ
- 2003年
  - ゴルフ5レディスプロゴルフトーナメント 3位タイ
  - 廣済堂レディスゴルフカップ 4位タイ
  - 中京テレビ・ブリヂストンレディスオープン 5位タイ
  - 賞金ランク 31位
- 2004年
  - 伊藤園レディスゴルフトーナメント 優勝
  - LPGAツアーチャンピオンシップリコーカップ 4位タイ
  - 賞金ランク 20位
- 2005年
  - We Love KOBE サントリーレディスオープンゴルフトーナメント 4位タイ
  - SANKYOレディースオープン 10位タイ
  - 賞金ランク 40位
- 2006年
  - 近未來通信クイーンズオープン女子ゴルフトーナメント 3位
  - フジサンケイレディスクラシック 6位タイ
  - プロミスレディスゴルフトーナメント 7位タイ
  - Meijiチョコレートカップ 10位タイ
  - スタジオアリス女子オープン 11位タイ
  - ミヤギテレビ杯ダンロップ女子オープンゴルフトーナメント 12位タイ
  - リゾートトラストレディス 13位タイ
  - We Love KOBE サントリーレディスオープンゴルフ 14位タイ
  - ニチレイPGMレディス 14位タイ